# そして誰もいなくなった (1974年の映画)
『そして誰もいなくなった』（そしてだれもいなくなった、And Then There Were None または Ten Little Indians）とは、1974年のイタリア・西ドイツ・フランス・スペイン・イギリスのミステリ映画。アガサ・クリスティの同名ベストセラー小説『そして誰もいなくなった』の映画化。
監督はピーター・コリンソン、製作はハリー・アラン・タワーズで、ピーター・ウェルベック名義で脚本も執筆している。また、タワーズは1965年に同原作を『姿なき殺人者』（原題はTen Little Indians）として映画化しており、本作はタワーズにとって同原作の2度目の映画化となった。さらにタワーズは1989年にも『アガサ・クリスティー/サファリ殺人事件』（原題はTen Little Indians）として3度目の映画化をしている。
イランの砂漠のホテルに集められた客と使用人の10人が童謡「テン・リトル・インディアンズ（10人のインディアン）」の歌詞通りに次々と殺されてゆく、というストーリー。

## キャスト
| 役名                         | 俳優                       | 日本語吹替                        |
| 役名                         | 俳優                       | 日本テレビ版                      |
| ---------------------------- | -------------------------- | --------------------------------- |
| ヒュー・ロンバート           | オリヴァー・リード         | 湯浅実                            |
| アーサー・キャノン判事       | リチャード・アッテンボロー | 松村彦次郎                        |
| ベラ・クライド               | エルケ・ソマー             | 高瀬佳子                          |
| ウィルヘルム・ブロア         | ゲルト・フレーベ           | 滝口順平                          |
| アンドレ・サルベ将軍         | アドルフォ・チェリ         | 宮川洋一                          |
| イローナ・モルガン           | ステファーヌ・オードラン   | 稲野和子                          |
| ミシェル・ラベン             | シャルル・アズナヴール     | 西本裕行                          |
| エドワード・アームストロング | ハーバート・ロム           | 大木民夫                          |
| オットー・マルティーノ       | アルベルト・デ・メンドーサ | 阪脩                              |
| エルサ・マルティーノ         | マリア・ローム             | 朝井良江                          |
| U・N・オーエン               | オーソン・ウェルズ         | 石田太郎                          |
|                              |                            |                                   |
| 演出                         | 演出                       | 蕨南勝之                          |
| 翻訳                         | 翻訳                       | 大野隆一                          |
| 効果                         | 効果                       | スリー・サウンド                  |
| 調整                         | 調整                       | 近藤勝之                          |
| 制作                         | 制作                       | コスモプロモーション              |
| 解説                         | 解説                       | 水野晴郎                          |
| 初回放送                     | 初回放送                   | 1982年8月4日 『水曜ロードショー』 |

## 製作

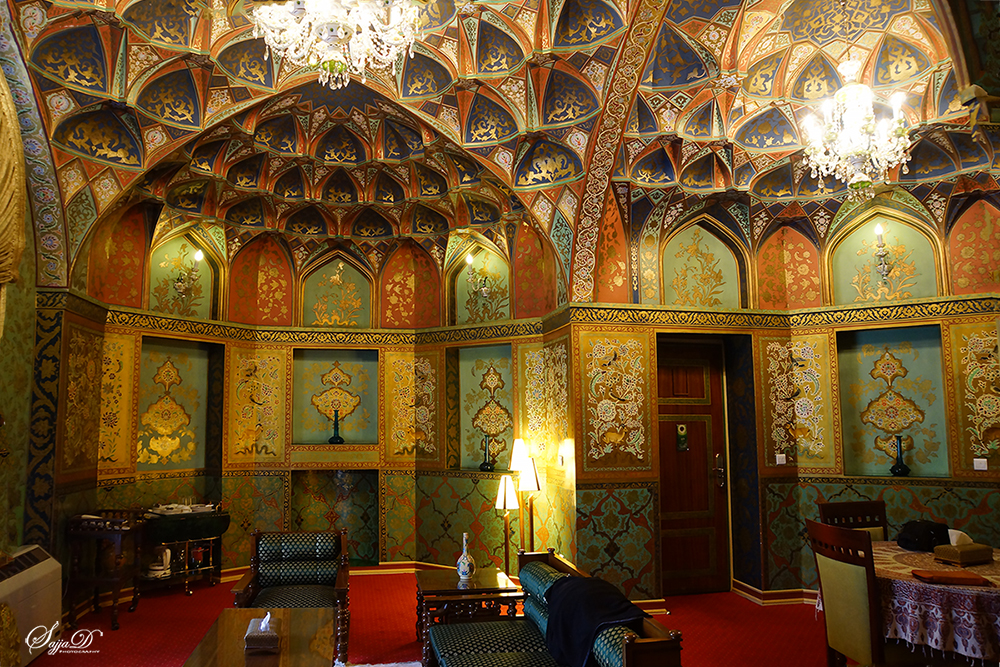
ロケに使われたイランのアバシ・ホテル

### 脚本
『姿なき殺人者』のシナリオを再利用しており、同作と同じようにロンバート（オリヴァー・リードの役）の名前を原作のフィリップからヒューに変更している。舞台をイランの砂漠に変更。

### 撮影
撮影地はイラン革命前のイラン。エスファハーンのシャー・アッバース・ホテル（現在のアバシ・ホテル）、ペルセポリス、アルゲ・バムなど。イラン以外では、スペインのマドリードのデボー聖堂、アンダルシア州アルメリアなどで撮影した。

### バージョン
ヨーロッパ版はタイトル前に飛行機で到着、ヘリコプターでホテルまで運ばれるが、アメリカ版ではこのシーンがカットされている。